# 3120 Dangrania
3120 Dangrania este un asteroid din centura principală, descoperit pe 14 septembrie 1979 de Nikolai Cernîh.